# Cause and Effect (álbum de Keane)
Cause and Effect (Causa y efecto en español), es el quinto álbum de estudio de la banda británica de rock alternativo Keane, lanzado el 20 de septiembre de 2019 a través de Island Records. Es su primer álbum de larga duración desde Strangeland (2012) y una pausa desde principios de 2014 hasta finales de 2018. Es el quinto álbum consecutivo de la banda en llegar al número uno en Reino Unido.

## Promoción
El primer sencillo, «The Way I Feel», se estrenó el 6 de junio de 2019 en BBC Radio 2 y YouTube.
El segundo sencillo, «Love Too Much», se estrenó el 8 de agosto de 2019 en BBC Radio 2 y YouTube.

## Lista de canciones
- Edición estándar

Todas las canciones fueron escritas por Keane.

| Cause and Effect |                        |          |  |
| N.º              | Título                 | Duración |  |
| 1.               | «You're Not Home»      | 5:31     |  |
| 2.               | «Love Too Much»        | 3:09     |  |
| 3.               | «The Way I Feel»       | 4:05     |  |
| 4.               | «Put the Radio On»     | 4:11     |  |
| 5.               | «Strange Room»         | 4:23     |  |
| 6.               | «Stupid Things»        | 3:49     |  |
| 7.               | «Phases»               | 3:36     |  |
| 8.               | «I'm Not Leaving»      | 4:14     |  |
| 9.               | «Thread»               | 4:52     |  |
| 10.              | «Chase the Night Away» | 4:03     |  |
| 11.              | «I Need Your Love»     | 4:11     |  |

| Edición de lujo – canciones adicionales (Japón) |                                              |          |  |
| N.º                                             | Título                                       | Duración |  |
| 12.                                             | «New Golden Age»                             | 3:44     |  |
| 13.                                             | «Difficult Year»                             | 3:28     |  |
| 14.                                             | «The Way I Feel» (Sea Fog acoustic session)  | 3:35     |  |
| 15.                                             | «Stupid Things» (Sea Fog acoustic session)   | 4:02     |  |
| 16.                                             | «I'm Not Leaving» (Sea Fog acoustic session) | 4:09     |  |

| Edición de lujo (Japón) |                          |          |  |
| N.º                     | Título                   | Duración |  |
| 17.                     | «Thread» (original demo) |          |  |

| Retroactive CD |                                                              |          |  |
| N.º            | Título                                                       | Duración |  |
| 1.             | «Somewhere Only We Know» (Sprint Music Series, 2003)         |          |  |
| 2.             | «Bedshaped» (live at Roundhouse Studios, 2013)               |          |  |
| 3.             | «Spiralling» (2008 demo)                                     |          |  |
| 4.             | «Silenced by the Night» (Sea Fog acoustic session, 2012)     |          |  |
| 5.             | «Again and Again» (2007 demo)                                |          |  |
| 6.             | «In Your Own Time» (2010 demo)                               |          |  |
| 7.             | «Glass Bottles» (unreleased demo)                            |          |  |
| 8.             | «Better Than This» (2007 demo)                               |          |  |
| 9.             | «Strangeland» (Dallas Sketch, 2011)                          |          |  |
| 10.            | «The Lovers Are Losing» (2008 demo)                          |          |  |
| 11.            | «This Is the Last Time» (Real Network Session, Seattle 2014) |          |  |
| 12.            | «Sunshine» (2002 demo)                                       |          |  |

## Personal
Keane
- Tom Chaplin – voces
- Tim Rice-Oxley – piano, teclados, coros
- Richard Hughes – batería, percusión, coros
- Jesse Quin – bajo, coros

## Posicionamiento en listas
| Listas (2019-2020)                      | Mejor posición |
| --------------------------------------- | -------------- |
| Argentina (CAPIF)                       | 1              |
| Australian Digital Albums (ARIA)        | 25             |
| Austria (Ö3 Austria)                    | 56             |
| Bélgica (Ultratop flamenca)             | 15             |
| Bélgica (Ultratop valona)               | 9              |
| Países Bajos (Album Top 100)            | 11             |
| French Albums (SNEP)                    | 61             |
| Alemania (Offizielle Top 100)           | 16             |
| Irlanda (IRMA)                          | 12             |
| Escocia (Scottish Albums Chart)         | 2              |
| Spanish Albums (PROMUSICAE)             | 9              |
| Suiza (Schweizer Hitparade)             | 18             |
| Reino Unido (UK Albums Chart)           | 2              |
| Estados Unidos (Top Alternative Albums) | 15             |